# Martin Neumann (Politiker, 1760)
Martin Neumann (* 16. November 1760 in Flörsheim am Main; † 14. August 1820 ebenda) war ein nassauischer Oberschultheiß, Politiker und ehemaliger Abgeordneter der 2. Kammer der Landstände des Herzogtums Nassau.
Martin Neumann war der Sohn des Schultheißen Johann Martin Neumann (* 22. Februar 1722 in Flörsheim; † 10. März 1807 ebenda). Er heiratete am 29. Mai 1786 in Bingen Elisabeth Weinand (* vor 1770; † 6. Dezember 1813 in Flörsheim).
Martin Neumann war katholischer Konfession. Er wirkte als Gerichtsschreiber und Oberschultheiß. 1818 bis 1820 gehörte er den nassauischen Landständen an. Er wurde im Wahlkreis Wiesbaden in der Gruppe der Grundbesitzer gewählt.